# 睫毛凤仙花
睫毛凤仙花（学名：Impatiens blepharosepala）是凤仙花科凤仙花属的植物，是中国的特有植物。分布于中国大陆的安徽、湖北、福建、贵州、湖南、江西等地，生长于海拔500米至1,600米的地区，常生于沟边林缘、山谷水旁或山坡阴湿处，目前尚未由人工引种栽培。